# Petr Hladík
Petr Hladík (* 28. září 1984 Osová Bítýška) je český politik, manažer a informatik, v letech 2019 až 2024 místopředseda KDU-ČSL, od března 2023 ministr životního prostředí ČR (předtím od ledna do března 2023 náměstek), od roku 2014 zastupitel a v letech 2016 až 2022 pak první náměstek primátora města Brna, v letech 2010 až 2022 zastupitel městské části Brno-sever (v letech 2015 až 2016 též místostarosta MČ), v letech 2012 až 2015 předseda Mladých lidovců.

## Život
V letech 2005 až 2010 vystudoval aplikovanou informatiku na Fakultě informatiky Masarykovy univerzity (získal titul Mgr.). V rámci studia pět měsíců získával zkušenosti na pracovní stáži v Portugalsku. Pracoval jako projektový manažer a konzultant v menší brněnské firmě, v roce 2010 uváděl své povolání jako analytik informačních systémů.
Žije v Brně, konkrétně v Soběšicích. Je ženatý, s manželkou Zuzanou má pět dětí. Mezi jeho koníčky patří fotbal a práce na zahradě či jiná fyzická práce nebo sport, při kterých si psychicky odpočine. Připravuje též sportovní akce organizace Orel.

## Politické působení
Od roku 2010 je členem KDU-ČSL. Ve straně zastává pozici místopředsedy místní organizace Brno-sever, člena městského výboru Brno a člena krajského výboru jihomoravské KDU-ČSL. V letech 2012 až 2015 byl předsedou Mladých lidovců.
V komunálních volbách v roce 2010 byl za KDU-ČSL zvolen zastupitelem městské části Brno-sever. Dne 15. listopadu 2010 byl zvolen radním městské části. Ve volbách v roce 2014 zastupitelský mandát obhájil z pozice lídra kandidátky KDU-ČSL. Dne 18. června 2015 byl zvolen místostarostou městské části pro oblasti investiční výstavby, školství, kultury a sportu, sociálních věcí a zdravotnictví, informatiky.
V komunálních volbách v roce 2010 kandidoval také za KDU-ČSL do velkého brněnského zastupitelstva, ale neuspěl. Zastupitelem města Brna se tak stal až po volbách v roce 2014. Dne 21. června 2016 byl po obnově městské koalice zvolen 1. náměstkem primátora města pro oblast bytovou, zdraví, prorodinnou politiku a zdravé město.
V krajských volbách v letech 2012 a 2016 kandidoval za KDU-ČSL do Zastupitelstva Jihomoravského kraje. V roce 2013 kandidoval za KDU-ČSL v Jihomoravském kraji do Poslanecké sněmovny PČR, v roce 2014 do Evropského parlamentu.
V komunálních volbách v roce 2018 do Zastupitelstva města Brna byl lídrem kandidátky KDU-ČSL a tudíž kandidátem této strany na post primátora města. Ve volbách získal post zastupitele města (obdržel 15 374 preferenčních hlasů), obhájil též mandát zastupitele městské části Brno-sever. Také v rámci nové koalice "ODS s podporou Svobodných", KDU-ČSL, Piráti a ČSSD zůstal 1. náměstkem primátorky (do této funkce byl znovu zvolen dne 20. listopadu 2018). Na starosti měl oblast zdravotnictví, školství, sportu, územního plánování a životního prostředí. V srpnu 2022 se zasadil o odvolání ředitele brněnské Zoologické zahrady MVDr. Martina Hovorky, Ph.D., na jehož místo společně s radou města Brna dosadil bývalou zaměstnankyni zoo Radanu Dungelovou.
Dne 30. března 2019 byl zvolen novým místopředsedou KDU-ČSL, přičemž v lednu 2020 funkci na mimořádném sjezdu strany obhájil, stejně jako na sjezdu strany v dubnu 2022. Po volbách do Poslanecké sněmovny v roce 2021 byl opakovaně zmiňován jako kandidát na ministra životního prostředí, 8. listopadu sám uvedl, že tuto nabídku nepřijme.
V komunálních volbách v roce 2022 byl z pozice člena KDU-ČSL lídrem společné kandidátky KDU-ČSL a hnutí STAN do Zastupitelstva města Brna a tudíž i kandidátem na post primátora. Kandidoval rovněž na samostatné kandidátce KDU-ČSL do Zastupitelstva městské části Brno-sever. V obou případech byl zvolen zastupitelem. V říjnu 2022 skončil ve funkci náměstka primátorky města Brna. Rezignoval též na mandát zastupitele městské části Brno-sever.
V říjnu 2022 byl širším vedením KDU-ČSL nominován jako nástupce ministryně životního prostředí ČR Anny Hubáčkové. Téhož měsíce policie zadržela deset lidí kvůli údajnému kupčení s byty – a to pro účast na organizované zločinecké skupině, přijetí úplatků ve prospěch skupiny a pro zneužití pravomoci úřední osoby a začala Petra Hladíka vyšetřovat. Obviněn nebyl, celostátní výbor lidovecké strany nominaci na funkci ministra podpořil. Nakonec ho však KDU-ČSL do vlády nenominovala a řízením ministerstva byl k 1. listopadu 2022 prezidentem republiky pověřen Marian Jurečka. V prosinci 2022 poslal premiér Petr Fiala návrh prezidentu Zemanovi na jmenování Hladíka ministrem životního prostředí. Prezident Zeman se po schůzce s Hladíkem konané 4. ledna 2023 rozhodl návrhu na jmenování ministrem nevyhovět. O 2 dny později Jurečka po jednání předsednictva strany uvedl, že Hladík byl s účinností od 9. ledna 2023 jmenován náměstkem ministra životního prostředí a jmenován ministrem bude případně až po nástupu nového prezidenta do funkce. Ve funkci ministra zůstal tedy sám Jurečka. Dne 28. února 2023 oznámil premiér Petr Fiala po jednání s nově zvoleným prezidentem Petrem Pavlem, že Hladíka Pavel jmenuje den po své inauguraci, tedy 10. března 2023.
V lednu 2023 server Seznam Zprávy zveřejnil informaci, že Petr Hladík jako náměstek brněnské primátorky hlasoval v roce 2022 v zájmu podnikatele, se kterým ho pojí přátelské vazby, a nenahlásil, že je v konfliktu zájmů, jak to ukládá zákon. Šlo o údajně dvojnásobně předražený nákup pozemku do majetku města Brna od Hladíkova známého Martina Unzeitiga. Watchdogová společnost Kverulant.org na něj za to v lednu 2023 podala oznámení o spáchání přestupku. Toto oznámení však v dubnu 2023 místně příslušný správní orgán Městský úřad Šlapanice odložil s tím, že převod předmětných pozemků do vlastnictví města Brna je ve veřejném zájmu, nikoli v osobním zájmu Petra Hladíka.
V listopadu 2023 se Hladíkovi omluvilo Ministerstvo spravedlnosti za vzniklou nemajetkovou újmu nesprávným postupem soudce Městského soudu v Brně Aleše Dufka, který neoprávněně zveřejnil informace z příkazu k prohlídce Hladíkovy kanceláře, přestože Hladík v kauze nebyl stíhán.

### Návrh na vyloučení Cyrila Svobody ze strany
Počátkem dubna 2024 oznámil Hladík, že navrhne předsednictvu KDU-ČSL vyloučit ze strany Cyrila Svobodu poté, co vyšlo na jevo jeho spojení s ruským dezinformačním webem Voice of Europe, který na návrh BIS zařadila česká vláda na sankční seznam. Svoboda se v rozhovoru vyjadřoval kriticky k evropské pomoci Ruskem napadené Ukrajině. Hladík uvedl: „Dlouhodobě nepovažuju Cyrila Svobodu za lidovce. Jeho dlouhodobé názory a směřování neodpovídá politice lidovců a očekával bych, že už dávno nebude členem strany.“
Svoboda v rozhovoru pro Radiožurnál reagoval útokem vůči vedení strany a zejména vůči Hladíkovi, když prohlásil: „Nejsem v konfliktu s členskou základnou KDU-ČSL. Konflikt vyvolal ministr Hladík tím, že zavádí stalinskou metodu vylučování členů strany pro jejich názor. To je nepřijatelné a pro mě je hluboké zklamání, že vedení strany nenašlo odvahu se od tohoto distancovat“ A dále tvrdil: „Do dnešního dne mi nikdo nevolal, nikdo mi neposlal zprávu. To je součást Hladíkovy stalinské metody – že zaútočí na někoho ve veřejném prostoru a teprve potom se to s ním řeší. Že se řeší ne texty nebo co jsem kde řekl, to se nehodnotí. Hladík je stalinista z KDU-ČSL.“

### Kandidatura na prvního místopředsedu strany
Na sjezdu KDU-ČSL v říjnu 2024 kandidoval jako jediný kandidát na funkci prvního místopředsedy strany. Ačkoliv byl jediným kandidátem na funkci, nebyl ani ve dvou kolech volby zvolen, když pro něj většina delegátů nehlasovala. Nakonec byl prvním místopředsedou strany zvolen bývalý předseda Pavel Bělobrádek. Hladík posléze odmítl obhajovat funkci řadového místopředsedy strany.

### Sněmovní volby 2025
Ve volbách do Poslanecké sněmovny PČR v roce 2025 kandiduje z pozice člena KDU-ČSL na 2. místě kandidátky koalice SPOLU (tj. ODS, KDU-ČSL a TOP 09) v Jihomoravském kraji.